# Helotium phormium
Helotium phormium är en svampart som beskrevs av Cooke 1879. Helotium phormium ingår i släktet Helotium och familjen Helotiaceae.   Inga underarter finns listade i Catalogue of Life.